# 이염
이염(李恬, ? ~ 1403년)은 고려 말 조선 초의 문신이다. 본래 뿌리는 연안이었으나, 아버지 이수산이 수춘군에 봉해지면서 조부 이인(계)를 시조로 수안으로 분적하였다. 후에 후손들이 다시 연안 이씨 대장군공파중의 공량공파로 되돌아 왔다.
아버지는 판삼사사(判三司事) 수춘부원군 이수산(李壽山)이다.

## 생애
고려 공민왕 때 문과에 급제하여 판전의시사(判典儀寺事)가 되었다. 우왕 때 예의(禮儀)·전공판서(典工判書) 및 밀직부사·첨서밀직사사(簽書密直司事)를 지냈다.
1392년(공양왕 4) 지밀직사사(知密直司事)에 이르렀는데, 팔관회에서 중방(重房)이 밀직사에게 예대(禮待)하지 않음으로 인해 틈이 생겼다.
이에 왕에게 송사(訟事)했으나 왕이 소장(訴章)을 모두 보유하고 조처를 취하지 않자, 연회에서 만취되어 왕에게 중방의 처벌을 강요하다가 순군(巡軍)에 갇히고 사형을 당할 뻔 했으나, 이성계(李成桂)의 도움으로 합포(合浦)에 장배(杖配)되는 데 그쳤다. 그 뒤 경상도절제사가 되고, 조선 건국 후에 정당문학(政堂文學)으로 개국원종공신(開國原從功臣)에 녹훈되었다. 이듬해 사은사(謝恩使)로 공민왕의 금인(金印)을 변환하기 위해 명나라에 다녀왔다. 그러나 명나라 태조를 만날 때 예를 잃어 조빙(朝聘)을 못하게 한 죄로 파직되었다.
1394년(태조 3) 다시 등용되어 심덕부(沈德符)와 함께 신도궁궐조성도감(新都宮闕造成都監)의 판사가 되었다. 이듬해 예문춘추관태학사로 궁궐에 말을 탄 채로 드나들었다는 탄핵을 받아 파직당하였다.
1398년 신궁을 축조하는 제조관(提調官)이 되었고, 이어 삼사우복야(三司右僕射)에 이르렀다. 1차 왕자의 난 때 정도전(鄭道傳)의 일파로 몰려 순군옥에 갇혔다가 흥덕진(興德鎭)에 충군(充軍)되었으며, 이듬해 풀려나왔다.
1400년(정종 2) 이덕시(李德時)와 더불어 덕궁(德宮)에 있던 상왕(上王) 태조를 자주 찾아가 함부로 잡언(雜言)하여 춘주(春州)에 유배되었다가 죽었다.